# Trilogía de Iron Man
La trilogía de Iron Man, basada en el personaje ficticio Iron Man de Marvel Comics del Universo cinematográfico de Marvel: Iron Man (2008), Iron Man 2 (2010) y Iron Man 3 (2013), trilogía conectada con la Hexalogía de Los Vengadores.
Jon Favreau dirigió las dos primeras películas, mientras que Shane Black dirigió la tercera, la trilogía recaudó más de 2300 millones de dólares, con un presupuesto de unos 540 millones de dólares. En todas las entregas el personaje principal fue interpretado por Robert Downey Jr.

## Películas
| Película   | Fecha de lanzamiento | Director    | Guionista (s)                                       | Productor              |
| ---------- | -------------------- | ----------- | --------------------------------------------------- | ---------------------- |
| Iron Man   | 2 de mayo de 2008    | Jon Favreau | Mark Fergus, Hawk Ostby, Art Marcum y Matt Holloway | Avi Arad & Kevin Feige |
| Iron Man 2 | 7 de mayo de 2010    | Jon Favreau | Justin Theroux                                      | Kevin Feige            |
| Iron Man 3 | 3 de mayo de 2013    | Shane Black | Drew Pearce y Shane Black                           | Kevin Feige            |

### Iron Man(2008)
Cuando Stark es capturado en territorio enemigo, construye una armadura de alta tecnología para escapar. Ahora, él está en una misión para salvar el mundo como un héroe que no nació para ser diferente a cualquier otro.

### Iron Man 2(2010)
Todos saben que Stark es Iron Man, y ahora él está siendo presionado por el gobierno para mostrar los esquemas de la armadura de Iron Man, para uso militar. Paranoico del hecho de que los esquemas podrían caer en manos equivocadas, Tony esconde los secretos de Iron Man.

### Iron Man 3(2013)
Stark se enfrenta a un poderoso enemigo, el Mandarín, cuando se embarca en búsqueda del responsable de destruir su mundo privado. A lo largo del camino, descubre la respuesta a la pregunta que secretamente lo acechaba: "¿El hombre hace al traje o el traje hace al hombre?".

## Película cancelada

### Iron Man 4
En 2014, la fecha de lanzamiento iba a ser antes de 2018. Aunque las fuentes dijeron que Robert Downey, Jr. probablemente fuera reemplazado por otro actor debido a su edad, pero que iba a ser el productor de la película. Finalmente el film fue cancelado.

## Reparto y personajes
|                                                 |
| Robert Downey Jr., protagonista de la trilogía. |

|                                                 |
| Gwyneth Paltrow, coprotagonista de la trilogía. |

|                                              |
| Terrence Howard, coprotagonista de Iron Man. |

|                                                         |
| Don Cheadle, coprotagonista de Iron Man 2 y Iron Man 3. |

|                                                  |
| Jeff Bridges, antagonista principal de Iron Man. |

|                                                     |
| Mickey Rourke, antagonista principal de Iron Man 2. |

|                                                  |
| Guy Pearce, antagonista principal de Iron Man 3. |

|                                                 |
| Samuel L. Jackson, personaje principal del UCM. |

|                                         | Iron Man (2008)             | Iron Man 2 (2010)  | Iron Man 3 (2013)    |
| --------------------------------------- | --------------------------- | ------------------ | -------------------- |
| Tony Stark Iron Man                     | Robert Downey Jr.           | Robert Downey Jr.  | Robert Downey Jr.    |
| Pepper Potts                            | Gwyneth Paltrow             | Gwyneth Paltrow    | Gwyneth Paltrow      |
| James Rhodes War Machine / Iron Patriot | Terrence Howard             | Don Cheadle        | Don Cheadle          |
| J.A.R.V.I.S.                            | Paul Bettany (voz)          | Paul Bettany (voz) | Paul Bettany (voz)   |
| Happy Hogan                             | Jon Favreau                 | Jon Favreau        | Jon Favreau          |
| Nick Fury                               | Samuel L. Jackson           | Samuel L. Jackson  |                      |
| Phil Coulson                            | Clark Gregg                 | Clark Gregg        |                      |
| Christine Everhart                      | Leslie Bibb                 | Leslie Bibb        |                      |
| Yinsen                                  | Shaun Toub                  |                    | Shaun Toub (cameo)   |
| Obadiah Stane Iron Monger               | Jeff Bridges                |                    |                      |
| Raza                                    | Faran Tahir                 |                    |                      |
| Howard Stark                            | Gerard Sanders (fotografía) | John Slattery      |                      |
| Natasha Romanoff Black Widow            |                             | Scarlett Johansson |                      |
| Justin Hammer                           |                             | Sam Rockwell       |                      |
| Ivan Vanko Whiplash                     |                             | Mickey Rourke      |                      |
| Senator Stern                           |                             | Garry Shandling    |                      |
| Aldrich Killian El Mandarín             |                             |                    | Guy Pearce           |
| Dra. Maya Hansen                        |                             |                    | Rebecca Hall         |
| Trevor Slattery                         |                             |                    | Ben Kingsley         |
| Savin                                   |                             |                    | James Badge Dale     |
| Ellen Brandt                            |                             |                    | Stephanie Szostak    |
| Jack Taggert                            |                             |                    | Ashley Hamilton      |
| Dr. Wu                                  |                             |                    | Wang Xueqi           |
| Presidente Ellis                        |                             |                    | William Sadler       |
| Harley                                  |                             |                    | Ty Simpkins          |
| IGOR/mark 38                            |                             |                    | Sin Diálogos         |
| Dr. Bruce Banner                        |                             |                    | Mark Ruffalo (cameo) |

## Estreno
Iron Man fue distribuida mundialmente por Paramount Pictures. Recibió reseñas positivas de parte de los críticos de cine. El 1 de mayo de 2008, la película fue identificada como la "película mejor criticada del año por mucho" por Jen Yamato del sitio web Rotten Tomatoes, con el sitio comunicando en ese momento que la película había recibido una calificación de 95% basada en 107 reseñas, y esta calificación tomó su lugar a partir de enero de 2010. Actualmente, la película tiene una puntuación de 94% basada en 281 reseñas. Metacritic le dio a la película una calificación promedio de 79%, basada en 38 reseñas. La película tuvo dos secuelas.
Iron Man 2 fue distribuida mundialmente por Paramount Pictures. Recibió generalmente críticas positivas. Tiene una calificación del 72% en Rotten Tomatoes basada en 303 reseñas. con un puntaje promedio de 6.5/10, y la película obtuvo un Certificado de Fresco, con el consenso crítico de que «no es exactamente el soplo de aire fresco que fue 'Iron Man', pero esta secuela se acerca con sólidas actuaciones y una trama llena de acción.» Luego del estreno de Iron Man 2, The Walt Disney Company acordó pagarle a Paramount Pictures de 115 millones de dólares por los derechos de la distribución mundial de tanto Iron Man 3 como The Avengers. Disney, Marvel y Paramount anunciaron la fecha de estreno de Iron Man 3 para un 3 de mayo de 2013.
Iron Man 3 fue distribuida mundialmente por Paramount Pictures y Walt Disney Studios Motion Pictures con excepción en China, donde fue estrenada por DMG Entertainment, y Alemania y Austria, donde fue estrenada por Tele München Group. Recibió generalmente críticas positivas de críticos de cine profesionales. El sitio web Rotten Tomatoes le dio una calificación de 79% con un puntaje promedio de 7.0/10, basado en 329 reseñas, mientras que Metacritic le dio una puntuación de 62 de 100 basada en 44 reseñas.

## Recepción

### Taquilla
| Película   | Estreno (EE. UU.) | Ingresos        | Ingresos          | Ingresos          | Posición  | Posición | Presupuesto | Referencia |
| Película   | Estreno (EE. UU.) | Estados Unidos  | Internacional     | Mundial           | Dómestico | Mundial  | Presupuesto | Referencia |
| ---------- | ----------------- | --------------- | ----------------- | ----------------- | --------- | -------- | ----------- | ---------- |
| Iron Man   | 2 de mayo de 2008 | USD 318 412 101 | USD 266 762 121   | USD 585 174 222   | #48       | #121     | USD 140 000 | [ 7 ]      |
| Iron Man 2 | 7 de mayo de 2010 | USD 312 433 331 | USD 311 500 000   | USD 623 933 331   | #52       | #105     | USD 200 000 | [ 8 ]      |
| Iron Man 3 | 3 de mayo de 2013 | USD 409 013 994 | USD 806 426 000   | USD 1 215 439 994 | #17       | #10      | USD 200 000 | [ 9 ]      |
| Total      | Total             | USD 998 351 432 | USD 1 353 062 121 | USD 2 351 413 553 | #21       | #20      | USD 540 000 |            |

### Crítica
| Película   | Rotten Tomatoes        | Rotten Tomatoes          | Rotten Tomatoes       | Metacritic      | IMDb                  | FilmAffinity       | CinemaScore |
| Película   | Reacción de la crítica | Críticos más importantes | Reacción del público  | Metacritic      | IMDb                  | FilmAffinity       | CinemaScore |
| ---------- | ---------------------- | ------------------------ | --------------------- | --------------- | --------------------- | ------------------ | ----------- |
| Iron Man   | 94% (281 reseñas)      | 89% (70 reseñas)         | 91% (1 078 187 votos) | 79 (38 reseñas) | 7.9 (1 100 000 votos) | 6.6 (96 726 votos) | A           |
| Iron Man 2 | 72% (303 reseñas)      | 63% (67 reseñas)         | 71% (478 115 votos)   | 57 (40 reseñas) | 6.9 (873 000 votos)   | 5.9 (60 012 votos) | A           |
| Iron Man 3 | 79% (331 reseñas)      | 73% (71 reseñas)         | 78% (482 107 votos)   | 62 (44 reseñas) | 7.1 (904 000 votos)   | 6.1 (51 794 votos) | A           |
| Promedio   | 82%                    | 75%                      | 80%                   | 66              | 7.3                   | 6.2                | A           |